# Чапурда
Чапу́рда — деревня в Богородском районе Нижегородской области. Входит в состав Каменского сельсовета.

## История
В «Списке населенных мест» Нижегородской губернии по данным за 1859 год значится как владельческая деревня при речке Ункоре в 38 верстах от Нижнего Новгорода. В деревне насчитывалось 20 дворов и проживал 151 человек.

## Население
| 1999 | 2002 | 2010 |
| ---- | ---- | ---- |
| 16   | ↘8   | ↘1   |

Национальный состав
Согласно результатам переписи 2002 года, в национальной структуре населения русские составляли 100 % из 8 человек..